# Nati nel 1999/Settembre
| Questa pagina contiene informazioni ricavate automaticamente dalle voci biografiche con l'ausilio del template Bio e di un bot. L'aggiornamento è periodico e automatico e ricostruisce completamente la pagina. Se manca una persona in questa lista, sei pregato di non aggiungerla, ma accertati piuttosto che la sua voce biografica contenga il template Bio e che i dati anagrafici siano correttamente compilati. Se il template Bio manca, inseriscilo tu stesso o, in alternativa, metti l'avviso {{tmp\|Bio}} che ne segnala la mancanza. Se i dati riportati sono sbagliati, correggi direttamente la voce biografica; le modifiche saranno visibili in questa lista entro pochi giorni. Per chiarimenti vedi il progetto biografie. La lista contiene solo le 343 persone che sono citate nell'enciclopedia e per le quali è stato implementato correttamente il template Bio. Pagina aggiornata al 10 ago 2025. |

- 1º settembre - Emily Appleton, tennista britannica
- 1º settembre - Tuğba Danışmaz, triplista e lunghista turca
- 1º settembre - Francisco Gerometta, calciatore argentino
- 1º settembre - Nicolás Guerra, calciatore cileno
- 1º settembre - Bojan Ilievski, calciatore macedone
- 1º settembre - Luca Kilian, calciatore tedesco
- 1º settembre - Yeison López, sollevatore colombiano
- 1º settembre - Tyrick Mitchell, calciatore inglese
- 1º settembre - Cam Reddish, cestista statunitense
- 1º settembre - Jonathan Sacoor, velocista belga
- 1º settembre - Julian Schmid, combinatista nordico tedesco
- 1º settembre - Luke Tenuta, giocatore di football americano statunitense
- 1º settembre - Alessia Vigilia, ciclista su strada italiana
- 2 settembre - Zhiar Ali, attivista, cantautore e giornalista curdo
- 2 settembre - Gavin Casalegno, attore e modello statunitense
- 2 settembre - Vasco Lopes, calciatore portoghese
- 2 settembre - Destanni Henderson, cestista statunitense
- 2 settembre - Moeka Kijima, nuotatrice artistica giapponese
- 2 settembre - Filip Kubala, calciatore ceco
- 2 settembre - Rick Jhonatan Lima Morais, calciatore brasiliano
- 2 settembre - Ella Toone, calciatrice inglese
- 2 settembre - Zhang Ru, cestista cinese
- 3 settembre - Jalyn Armour-Davis, giocatore di football americano statunitense
- 3 settembre - Sebbe Augustijns, calciatore belga
- 3 settembre - Zaire Barnes, giocatore di football americano samoano americano
- 3 settembre - Anna Berreiter, slittinista tedesca
- 3 settembre - Desjuan Johnson, giocatore di football americano statunitense
- 3 settembre - Henri Koudossou, calciatore tedesco
- 3 settembre - Filip Maciejuk, ciclista su strada polacco
- 3 settembre - Erika Santoro, calciatrice italiana
- 3 settembre - Rich Brian, rapper indonesiano
- 3 settembre - Niels Torre, canottiere italiano
- 3 settembre - Liam Wallace, sciatore alpino canadese
- 3 settembre - Mathew Yakubu, calciatore nigeriano
- 3 settembre - Miguel de la Fuente, calciatore spagnolo
- 4 settembre - Marc Brustenga, ciclista su strada spagnolo
- 4 settembre - Yonis Farah, calciatore somalo
- 4 settembre - Frank Magri, calciatore camerunese
- 4 settembre - Tse Ka Wing, calciatore hongkonghese
- 5 settembre - Balázs Adolf, canoista ungherese
- 5 settembre - Sergio Cubero, calciatore spagnolo
- 5 settembre - Facundo Garcés, calciatore argentino
- 5 settembre - Bryce Misley, hockeista su ghiaccio canadese
- 5 settembre - Victor Olatunji, calciatore nigeriano
- 5 settembre - Martina Santandrea, ex ginnasta italiana
- 6 settembre - Habakkuk Baldonado, giocatore di football americano italiano
- 6 settembre - Mohamed Ali Ben Romdhane, calciatore tunisino
- 6 settembre - Nicholas Chavez, attore statunitense
- 6 settembre - Anton Down-Jenkins, tuffatore neozelandese
- 6 settembre - Nicolás Garayalde, calciatore argentino
- 6 settembre - Théo Schely, fondista francese
- 6 settembre - Lada Vondrová, velocista ceca
- 7 settembre - Gracie Abrams, cantautrice statunitense
- 7 settembre - Mohammad Reza Azadi, calciatore iraniano
- 7 settembre - Amadou Ciss, calciatore senegalese
- 7 settembre - Bryan Cook, giocatore di football americano statunitense
- 7 settembre - Chris Corning, snowboarder statunitense
- 7 settembre - Rivaldo Correa, calciatore colombiano
- 7 settembre - Michelle Creber, attrice, doppiatrice e cantante canadese
- 7 settembre - Luis Meseguer, calciatore spagnolo
- 7 settembre - Cameron Ocasio, attore statunitense
- 7 settembre - Justin Ospelt, calciatore liechtensteinese
- 7 settembre - Riley Patterson, giocatore di football americano statunitense
- 7 settembre - Max Pircher, giocatore di football americano italiano
- 7 settembre - Pablo Thomaz, calciatore brasiliano
- 8 settembre - Thomas Champion, ciclista su strada francese
- 8 settembre - Lorenzo Gabellini, pilota motociclistico italiano
- 8 settembre - Mario García, calciatore uruguaiano
- 8 settembre - Vivianne Härri, ex sciatrice alpina svizzera
- 8 settembre - Mamoudou Karamoko, calciatore francese
- 8 settembre - Ellie Kildunne, rugbista a 15
- 8 settembre - Andrej Lazarov, calciatore macedone († 2025)
- 8 settembre - Uzi, rapper francese
- 8 settembre - Chigoziem Okonkwo, giocatore di football americano statunitense
- 8 settembre - Hayen Palacios, calciatore colombiano
- 8 settembre - Andrés Reyes, calciatore colombiano
- 8 settembre - Kiko Vilas Boas, calciatore portoghese
- 8 settembre - Josh Whyle, giocatore di football americano statunitense
- 8 settembre - Zang Yize, pattinatrice di short track cinese
- 8 settembre - Patrick de Paula, calciatore brasiliano
- 9 settembre - Amina Anšba, tennista russa
- 9 settembre - Cristian Cálix, calciatore honduregno
- 9 settembre - Bilal Hassani, cantante, compositore e youtuber francese
- 9 settembre - Ronni Hawk, attrice statunitense
- 9 settembre - Jeon Se-jin, calciatore sudcoreano
- 9 settembre - Vladimir Kabachidze, calciatore russo
- 9 settembre - Tobias Kastlunger, sciatore alpino italiano
- 9 settembre - Matheus Motzo, pallavolista italiano
- 9 settembre - Jade O'Dowda, multiplista e lunghista britannica
- 9 settembre - Catalin Tecuceanu, mezzofondista rumeno
- 9 settembre - Tonio Teklić, calciatore croato
- 9 settembre - Ambry Thomas, giocatore di football americano statunitense
- 9 settembre - Kristoffer Velde, calciatore norvegese
- 9 settembre - Yauheni Zalaty, canottiere bielorusso
- 10 settembre - Amya Clarke, velocista nevisiana
- 10 settembre - Antonia Fotaras, attrice italiana
- 10 settembre - Mareng Gatkuoth, cestista statunitense
- 10 settembre - Jordan Holsgrove, calciatore scozzese
- 10 settembre - Manuel Mannironi, sollevatore italiano
- 10 settembre - Bruno Méndez, calciatore uruguaiano
- 10 settembre - Antonios Papadopoulos, calciatore tedesco
- 10 settembre - Steffie van der Peet, pistard olandese
- 10 settembre - Manuel Pfeifer, calciatore austriaco
- 10 settembre - Ivana Raca, cestista serba
- 11 settembre - Anastasia Carbonari, ciclista su strada italiana
- 11 settembre - Ivana Corley, tennista statunitense
- 11 settembre - Samantha Hudson, cantante, attore e attivista spagnolo
- 11 settembre - Lee Gwang-yeon, calciatore sudcoreano
- 11 settembre - Ignas Sargiūnas, cestista lituano
- 11 settembre - Regan Slater, calciatore inglese
- 12 settembre - Abdullah Al-Hamdan, calciatore saudita
- 12 settembre - Ronaldo Damus, calciatore haitiano
- 12 settembre - Gemechu Dida, mezzofondista etiope
- 12 settembre - Zaynab Dosso, velocista italiana
- 12 settembre - Andrija Drča, giocatore di football americano serbo
- 12 settembre - Cristian Ferreira, calciatore argentino
- 12 settembre - Jerome Ford, giocatore di football americano statunitense
- 12 settembre - Alejandro Galán, cestista spagnolo
- 12 settembre - Yasin Hamed, calciatore rumeno
- 12 settembre - Katarina Lazović, pallavolista serba
- 12 settembre - E.J. Montgomery, cestista statunitense
- 12 settembre - Razmik Papikyan, lottatore armeno
- 12 settembre - Song Min-kyu, calciatore sudcoreano
- 12 settembre - Sebastiano Soracreppa, hockeista su ghiaccio italiano
- 12 settembre - Nele Trebs, attrice tedesca
- 12 settembre - Max Zimmermann, hockeista su ghiaccio austriaco
- 12 settembre - Ivan Ćalušić, calciatore croato
- 13 settembre - Alex Formenton, ex hockeista su ghiaccio canadese
- 13 settembre - Romio Goliath, lottatore namibiano
- 13 settembre - Fraser Hornby, calciatore scozzese
- 13 settembre - Lexie Hull, cestista statunitense
- 13 settembre - Julius Johansen, pistard e ciclista su strada danese
- 13 settembre - Michael John Lema, calciatore tanzaniano
- 13 settembre - Pedro Porro, calciatore spagnolo
- 13 settembre - Monchu, calciatore spagnolo
- 13 settembre - Lucas Sanabria, calciatore paraguaiano
- 13 settembre - Khadim Sow, cestista senegalese
- 14 settembre - Felipe Aliaga, rugbista a 15 uruguaiano
- 14 settembre - Alan García, calciatore uruguaiano
- 14 settembre - Laura Jurca, ginnasta rumena
- 14 settembre - Emma Kenney, attrice statunitense
- 14 settembre - Fernando Augusto Pereira Bueno Júnior, calciatore brasiliano
- 14 settembre - Tom Schaar, skater statunitense
- 14 settembre - Gianfranco Trasante, calciatore uruguaiano
- 15 settembre - Michael Brinegar, nuotatore statunitense
- 15 settembre - Thomas Fileccia, giocatore di football americano francese
- 15 settembre - Jaren Jackson, cestista statunitense
- 15 settembre - Mathías Laborda, calciatore uruguaiano
- 15 settembre - Arbnor Muçolli, calciatore danese
- 15 settembre - Nicholas Petit-Frere, giocatore di football americano statunitense
- 15 settembre - Sterling Yatéké, calciatore centrafricano
- 16 settembre - McClendon Curtis, giocatore di football americano statunitense
- 16 settembre - Simone Davi, calciatore italiano
- 16 settembre - Kyrylo Dryšljuk, calciatore ucraino
- 16 settembre - Matteo Franzoso, sciatore alpino italiano
- 16 settembre - Mao Yi, ginnasta cinese
- 16 settembre - Martin Sawi, calciatore sudsudanese
- 16 settembre - Alli Stumler, pallavolista statunitense
- 16 settembre - Brady Tkachuk, hockeista su ghiaccio statunitense
- 16 settembre - Aoi Watanabe, pattinatrice di short track giapponese
- 16 settembre - Žan Zaletel, calciatore sloveno
- 16 settembre - Robert Švarcman, pilota automobilistico russo
- 17 settembre - William Agada, calciatore nigeriano
- 17 settembre - Luther Archimède, calciatore francese
- 17 settembre - Udoka Azubuike, cestista nigeriano
- 17 settembre - Edward Chilufya, calciatore zambiano
- 17 settembre - Tom Dele-Bashiru, calciatore nigeriano
- 17 settembre - Arda Erdoğan, cestista turco
- 17 settembre - Tyson Etienne, cestista statunitense
- 17 settembre - Jaimee Fourlis, tennista australiana
- 17 settembre - Steven Gilmore Jr., giocatore di football americano statunitense
- 17 settembre - Daniel Huttlestone, attore britannico
- 17 settembre - Mollie Jepsen, sciatrice alpina canadese
- 17 settembre - Jung Ji-so, attrice sudcoreana
- 17 settembre - Máté Koch, schermidore ungherese
- 17 settembre - Geōrgios Nikas, calciatore greco
- 17 settembre - Karelys Otero, pallavolista portoricana
- 17 settembre - Daiju Sasaki, calciatore giapponese
- 17 settembre - Jaouad Syoud, nuotatore algerino
- 17 settembre - Gleofilo Vlijter, calciatore surinamese
- 17 settembre - Warley Leandro da Silva, calciatore brasiliano
- 18 settembre - Elena Bineva, ginnasta bulgara
- 18 settembre - Brayan Córdoba, calciatore colombiano
- 18 settembre - Melisa Döngel, attrice turca
- 18 settembre - Mohammed Waad, calciatore iracheno
- 18 settembre - Sylwester Lusiusz, calciatore polacco
- 18 settembre - Majak Mawith, calciatore keniota
- 18 settembre - Jherson Mosquera, calciatore colombiano
- 18 settembre - Lukeny Moço, cantante angolano
- 18 settembre - Thayer Munford, giocatore di football americano statunitense
- 18 settembre - Mārtiņš Sesks, pilota di rally lettone
- 18 settembre - Bent Viscaal, pilota automobilistico olandese
- 18 settembre - Zamir White, giocatore di football americano statunitense
- 19 settembre - Precious Achiuwa, cestista nigeriano
- 19 settembre - Guilherme Castilho, calciatore brasiliano
- 19 settembre - Diogo Costa, calciatore portoghese
- 19 settembre - Joshua Ezeudu, giocatore di football americano statunitense
- 19 settembre - Djibril Ouattara, calciatore burkinabé
- 19 settembre - Franco Sosa, calciatore argentino
- 19 settembre - Aiko Sugihara, ginnasta giapponese
- 19 settembre - Tommy Togiai, giocatore di football americano statunitense
- 19 settembre - Kaspar Treier, cestista estone
- 19 settembre - Xu Xiangyu, scacchista cinese
- 20 settembre - Alessandro Acquarone, pallavolista italiano
- 20 settembre - Giuliano Alesi, pilota automobilistico francese
- 20 settembre - Filipe Relvas, calciatore portoghese
- 20 settembre - Adrien Bongiovanni, calciatore belga
- 20 settembre - Ingebjørg Saglien Bråten, saltatrice con gli sci norvegese
- 20 settembre - Pape Habib Guèye, calciatore senegalese
- 20 settembre - Jeong Woo-yeong, calciatore sudcoreano
- 20 settembre - Óscar Maydon, cantante messicano
- 20 settembre - Luke McNally, calciatore irlandese
- 20 settembre - Ousmane N'Dong, calciatore senegalese
- 20 settembre - Daniel Oturu, cestista statunitense
- 20 settembre - Cameron Sample, giocatore di football americano statunitense
- 20 settembre - Simone Santoro, calciatore italiano
- 20 settembre - Mariam Toloba, calciatrice e ex giocatrice di calcio a 5 belga
- 20 settembre - Stan Van Tricht, ciclista su strada belga
- 20 settembre - Ivan Vrgoč, cestista croato
- 20 settembre - ZillaKami, rapper e cantautore statunitense
- 21 settembre - Aker Al Obaidi, lottatore iracheno
- 21 settembre - Claudia Bunge, calciatrice neozelandese
- 21 settembre - Andrew Funk, cestista statunitense
- 21 settembre - Amber van der Hulst, pistard e ciclista su strada olandese
- 21 settembre - Bodie Hume, cestista statunitense
- 21 settembre - Alexander Isak, calciatore svedese
- 21 settembre - Lara Marti, calciatrice svizzera
- 21 settembre - Lizzy McAlpine, cantautrice statunitense
- 21 settembre - Will McDonald, attore australiano
- 21 settembre - Paulinho, calciatore portoghese
- 21 settembre - Christophe Torrent, sciatore alpino svizzero
- 21 settembre - Kye Whyte, ciclista di BMX britannico
- 22 settembre - Nicolás Andereggen, calciatore argentino
- 22 settembre - Daniel Ballard, calciatore nordirlandese
- 22 settembre - Lea Bošković, tennista croata
- 22 settembre - Charli Collier, cestista statunitense
- 22 settembre - Václav Dudl, calciatore ceco
- 22 settembre - Davide Frattesi, calciatore italiano
- 22 settembre - Julian Gölles, calciatore austriaco
- 22 settembre - Kim Yoo-jung, attrice e modella sudcoreana
- 22 settembre - Danil Lipovoj, calciatore russo
- 22 settembre - José Juan Macías, calciatore messicano
- 22 settembre - Gashim Magomedov, taekwondoka azero
- 22 settembre - Agnete Marcussen, calciatrice danese
- 22 settembre - Josh Palmer, giocatore di football americano canadese
- 22 settembre - Tom Paquot, ciclista su strada belga
- 22 settembre - Alex Vinatzer, sciatore alpino italiano
- 22 settembre - Scott Wara, calciatore figiano
- 22 settembre - Robert Woodard, cestista statunitense
- 22 settembre - Ilija Jurukov, calciatore bulgaro
- 23 settembre - Turki Al-Ammar, calciatore saudita
- 23 settembre - Artemas, cantante britannico
- 23 settembre - Hicham Boudaoui, calciatore algerino
- 23 settembre - Jona Efoloko, velocista britannico
- 23 settembre - Chabalala, calciatore angolano
- 23 settembre - Mille Gejl Jensen, calciatrice danese
- 23 settembre - Shaquan Jules, cestista statunitense
- 23 settembre - Malevy Leons, cestista olandese
- 23 settembre - Víctor Méndez, calciatore cileno
- 23 settembre - Rui Andrade, pilota automobilistico angolano
- 23 settembre - André Anderson, calciatore brasiliano
- 23 settembre - Amari Rodgers, giocatore di football americano statunitense
- 23 settembre - Ellie Roebuck, calciatrice inglese
- 23 settembre - Garly Sojo, cestista venezuelano († 2023)
- 23 settembre - Terry Taylor, cestista statunitense
- 23 settembre - Song Yuqi, cantante cinese
- 24 settembre - Leandro Andrade, calciatore capoverdiano
- 24 settembre - Shawn Davis, giocatore di football americano liberiano
- 24 settembre - Eljif Elmas, calciatore macedone
- 24 settembre - Maxime Grousset, nuotatore francese
- 24 settembre - Britt Herbots, pallavolista belga
- 24 settembre - Kurumi Imai, ex snowboarder giapponese
- 24 settembre - Sead Islamović, calciatore serbo
- 24 settembre - Isaiah Mobley, cestista statunitense
- 24 settembre - Mei Nagano, attrice e modella giapponese
- 24 settembre - Dayo Odeyingbo, giocatore di football americano liberiano
- 24 settembre - Michael Strachan, giocatore di football americano bahamense
- 24 settembre - Ema Strunjak, pallavolista croata
- 25 settembre - Óscar Ariza, tuffatore venezuelano
- 25 settembre - Uran Bislimi, calciatore svizzero
- 25 settembre - James Cook, giocatore di football americano statunitense
- 25 settembre - Rodrigo Formento, calciatore uruguaiano
- 25 settembre - Liam Kitching, calciatore inglese
- 25 settembre - Vladislav Kreida, calciatore estone
- 25 settembre - Joshua Nathan, ginnasta britannico
- 25 settembre - Rene Rinnekangas, snowboarder finlandese
- 25 settembre - Edwin Rodríguez, calciatore honduregno
- 25 settembre - Franco Torres, calciatore argentino
- 26 settembre - Nik Bonitto, giocatore di football americano statunitense
- 26 settembre - Santiago Buitrago, ciclista su strada colombiano
- 26 settembre - Yannick Friedberg, giocatore di football americano svizzero
- 26 settembre - Tony Boy, rapper italiano
- 26 settembre - Lois Toulson, tuffatrice britannica
- 26 settembre - Kayana Traylor, cestista statunitense
- 27 settembre - Felix Agu, calciatore nigeriano
- 27 settembre - Felipe Albuquerque, calciatore brasiliano
- 27 settembre - Anderson Arroyo, calciatore colombiano
- 27 settembre - Rasir Bolton, cestista statunitense
- 27 settembre - Christian Braswell, giocatore di football americano statunitense
- 27 settembre - Igor' Diveev, calciatore russo
- 27 settembre - Cyril Fähndrich, fondista svizzero
- 27 settembre - A.J. Green, cestista statunitense
- 27 settembre - Danielle Hill, nuotatrice irlandese
- 27 settembre - Federica Isola, schermitrice italiana
- 27 settembre - Derik Lacerda, calciatore brasiliano
- 27 settembre - Levin Liam, attore tedesco
- 27 settembre - Liam Millar, calciatore canadese
- 27 settembre - Gytis Paulauskas, calciatore lituano
- 27 settembre - Aleksandar Popović, calciatore serbo
- 27 settembre - Ayuka Suzuki, ginnasta giapponese
- 27 settembre - Erick Sánchez, calciatore messicano
- 28 settembre - Kayla Day, tennista statunitense
- 28 settembre - Ulisses Wilson Jeronymo Rocha, calciatore brasiliano
- 28 settembre - Tyler Shough, giocatore di football americano statunitense
- 28 settembre - Marios Siampanīs, calciatore greco
- 28 settembre - Jada Stinson, cestista statunitense
- 28 settembre - Tomas Totland, calciatore norvegese
- 28 settembre - Alimardon Šùkùrov, calciatore kirghiso
- 29 settembre - Choi Ye-na, cantante e attrice sudcoreana
- 29 settembre - Luka Kulenović, calciatore bosniaco
- 29 settembre - Sunil Kumar, lottatore indiano
- 29 settembre - Dario Maresic, calciatore austriaco
- 29 settembre - Rita Payés, cantautrice, trombonista e musicista spagnola
- 29 settembre - Zholaman Sharshenbekov, lottatore kirghiso
- 29 settembre - Milen Stoev, calciatore bulgaro
- 30 settembre - Arón Canet, pilota motociclistico spagnolo
- 30 settembre - Sofia Cantore, calciatrice italiana
- 30 settembre - Romane Dicko, judoka francese
- 30 settembre - Feng Yu, nuotatrice artistica cinese
- 30 settembre - Henrik Larsson, velocista svedese
- 30 settembre - Shūto Machino, calciatore giapponese
- 30 settembre - Jeremias Meyer, attore tedesco
- 30 settembre - Jean-Baptiste Mourcia, pentatleta francese
- 30 settembre - Romal Palmer, calciatore inglese
- 30 settembre - Flávia Saraiva, ginnasta brasiliana
- 30 settembre - Mesto, disc jockey e produttore discografico olandese
- 30 settembre - Amit Suss, cestista israeliano
- 30 settembre - Hiroto Taniguchi, calciatore giapponese
- 30 settembre - Jordan Teze, calciatore olandese
- 30 settembre - Marthe Truyen, ciclocrossista e ciclista su strada belga
- 30 settembre - Berehanu Tsegu, mezzofondista etiope
- 30 settembre - Arthur Vincent, rugbista a 15 francese
- 30 settembre - Ersu Şaşma, astista turco